# Mort en fraude (film)
Pour les articles homonymes, voir Mort en fraude.
Pour plus de détails, voir Fiche technique et Distribution.
Mort en fraude est un film français réalisé par Marcel Camus, tourné en 1956 et sorti en 1957.
Il s'agit de l'adaptation du roman éponyme de Jean Hougron. Le film fut interdit à l'époque dans les territoires français d'outre-mer.

## Synopsis
Dans les années 1950, Paul Horcier, un petit employé français qui s'est laissé entraîner dans un trafic de piastres en Indochine, est poursuivi à la fois par la police et par des trafiquants à Saïgon. Grâce à une jeune eurasienne prénommée Anh, il trouve refuge dans le village natal de celle-ci, Vinh Bao, sur le territoire occupé par les rebelles communistes Việt Minh. Il découvre alors les conditions de vie des habitants soumis à cette armée : la famine, le pillage des récoltes de riz et la maladie. Il prend peu à peu parti pour ce peuple.

## Fiche technique
- Titre : Mort en fraude
- Réalisation : Marcel Camus
- Scénario : Michel Audiard, Marcel Camus et Jean Hougron, d'après son roman Mort en fraude (1953)
- Dialogues : Michel Audiard, Marcel Camus et Jean Hougron
- Photographie : Edmond Séchan
- Son : Jean-Claude Marchetti
- Musique : Henri Crolla
- Décors : Paul-Louis Boutié
- Montage : Jacqueline Thiédot
- Production : Intermondia Films (Paris)
- Directeur de production : Jean-Paul Guibert
- Pays :  France
- Format :  Noir et blanc - 35 mm - Son mono
- Genre : Film dramatique
- Durée : 105 minutes
- Date de sortie : 
  - France : 17 mai 1957
- Affiche : Gilbert Allard (France)

## Distribution
- Daniel Gélin : Paul Horcier
- Anne Méchard : Anh
- Lucien Callamand : Le chef de la police
- Jacques Chancel : Le vice-président
- Jean Combal
- Ernest Dang Van Nhan : le frère d'Anh

## Autour du film
- Il s'agit du premier film de Marcel Camus présenté à l'époque par Télé 7 jours comme le « meilleur premier assistant du cinéma français »[2].
- Le roman Mort en fraude dont le film est l'adaptation est fortement inspiré de la vie et de l'expérience en Indochine de son auteur, Jean Hougron.
- C'est en répondant à un casting auquel 9 000 personnes s'étaient inscrites qu'Anh Méchard, fille d'un Breton de Lorient devenu professeur de langues en Indochine, fut retenue par Marcel Camus. Son visage correspondait à celui qu'il avait dessiné pour le rôle et publié dans son annonce.
- Ce fut le seul film d'Anh Méchard qui se maria après le tournage à Saint-Rémy-de-Provence avec le peintre André Libion (1924-1993).
- Le tournage du film a eu lieu au Cambodge[3].